# Molophilus tersus
Molophilus tersus là một loài ruồi trong họ Limoniidae. Chúng phân bố ở miền Australasia.